# Werner Schinko

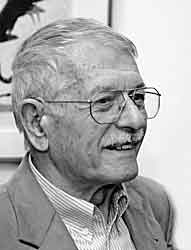
Werner Schinko (2009)

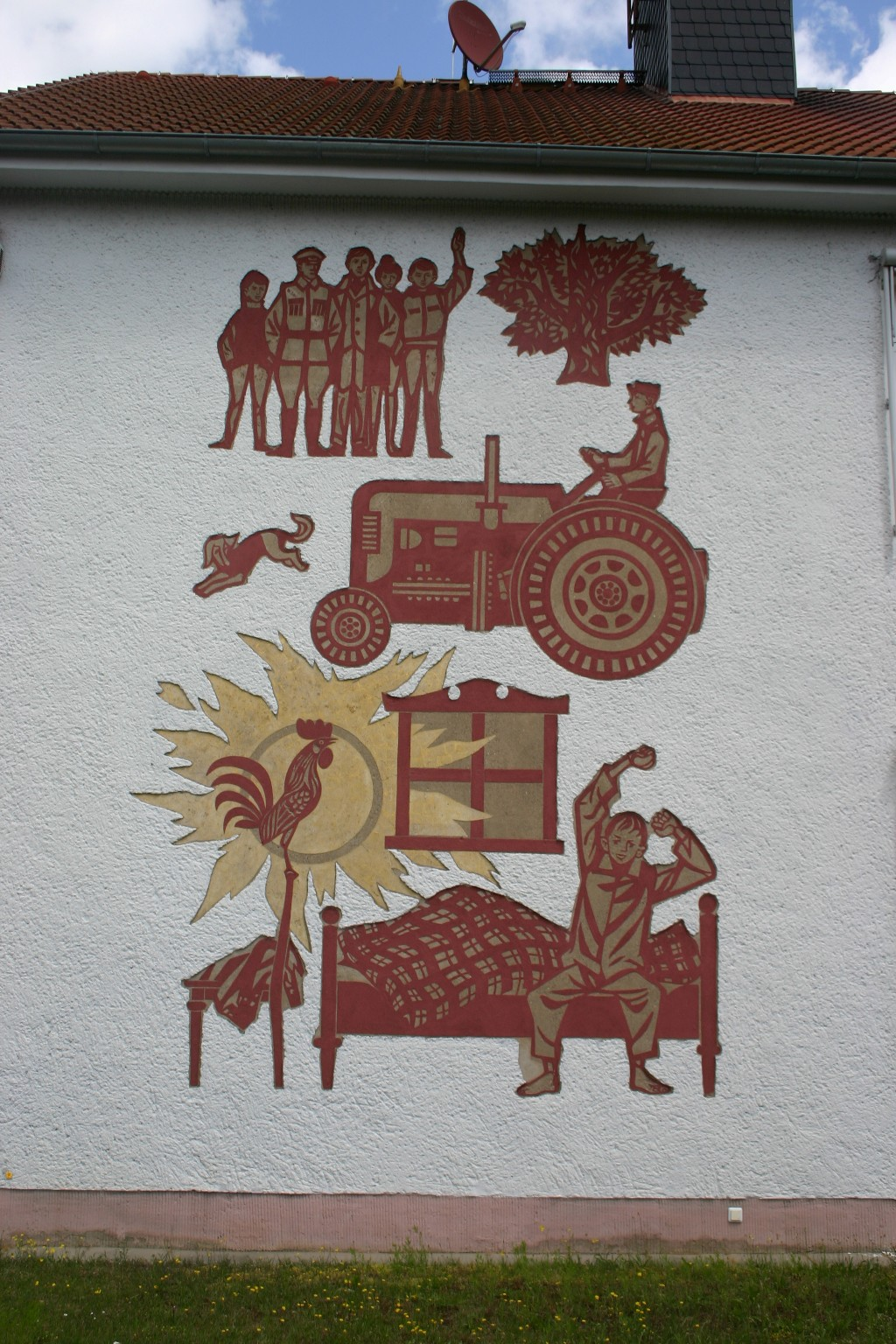
Wandbild von Werner Schinko in Sietow

Werner Schinko (* 4. Oktober 1929 in Wurzelsdorf (Kořenov, Tschechoslowakei); † 5. Juli 2016 in Röbel/Müritz) war ein deutscher Maler und Grafiker. In der DDR gehörte er zu den bedeutendsten Buchillustratoren.

## Leben
Der Sohn eines Schneiders besuchte ab 1935 die Volksschule im böhmischen Wurzelsdorf. An der Staatsfachschule für Schmuckindustrie in Gablonz an der Neiße nahm er 1943 eine Lehre als Glasmaler auf. Im April 1945 wurde er zum Volkssturm eingezogen, kam jedoch nie zum Einsatz. Nach Ende des Zweiten Weltkriegs wurde er, wie die meisten Sudetendeutschen, aus der Tschechoslowakei vertrieben. 1946 wurde er nach Röbel/Müritz umgesiedelt und arbeitete zunächst als Hilfsarbeiter in einer Drechslerwerkstatt.
Werner Schinko studierte von 1950 bis 1955 an der Kunsthochschule Berlin-Weißensee, wo Werner Klemke, Ernst Rudolf Vogenauer und Ernst Jadzdewski zu seinen Lehrern gehörten. Als Diplomarbeit fertigte er eine Folge von Holzschnitten zu Fritz Reuters Verserzählung Kein Hüsung. 1955 kehrte er nach Röbel zurück und war von da an dort als freischaffender Grafiker tätig.
Seine Diplomarbeit brachte ihm die Mitgliedschaft im Verband Bildender Künstler der DDR ein. Er wurde Buchillustrator für den Hinstorff Verlag und bearbeitete zwischen 1959 und 1989 mehr als einhundert Buchtitel, darunter 30 Bände mit niederdeutscher Literatur und zahlreiche Kinderbücher. 1962 übernahm Werner Schinko die Titelgestaltung der Zeitschrift Die Unterstufe und gestaltete bis 1996 über 300 Titelbilder der Zeitschrift.
Schinko hatte in der DDR und im Ausland eine große Zahl von Einzelausstellungen und Ausstellungsbeteiligungen, u. a. von 1958 bis 1988 von der Vierten Deutschen Kunstausstellung bis zur X. Kunstausstellung der DDR in Dresden. 1986 zeigte er in Amsterdam in der Alten Börse im Rahmen der Ausstellung „DDR - Ein überraschendes Land“ sein zeichnerisches Werk in einer Personalausstellung und arbeitete dort künstlerisch mit Kindern. Nach der Wende nahm er an mehreren Studienveranstaltungen in der Künstlerkolonie Worpswede teil. 1996 stellte er im Palais Rameau in Lille und in der Alten Börse in Amsterdam aus.
Die Fritz Reuter Gesellschaft, deren Ehrenbrief Werner Schinko erhielt, stellte 1997 bei der Auswertung ihrer Stasi-Akten (Feindobjekt „Zentrum“) fest, dass die Stasi 1988 vergeblich versucht hatte, Schinko gegen die Reuter-Gesellschaft „operativ zu nutzen“. Im Jahr 2004, zu Schinkos 75. Geburtstag, dankte die Gesellschaft ihm ausdrücklich für „seine aufrechte und klare Haltung gegenüber dem Ministerium für Staatssicherheit der DDR“. In ihrem Mitteilungsblatt war zu lesen: „Den Versuch des Ministeriums, ihn als Informanten ’zur Aufklärung von Verflechtungsbeziehungen zur Feindobjektakte Zentrum’ (gemeint ist die FRG) zu gewinnen, ließ er scheitern.“ In den Stasi-Unterlagen zur Fritz Reuter Gesellschaft sei dokumentiert: „Der Kontakt zur Person Sch. [Schinko] Röbel konnte nicht positiv gestaltet werden. Sch. [Schinko] lehnt eine Zusammenarbeit ab.“

## Ehrungen

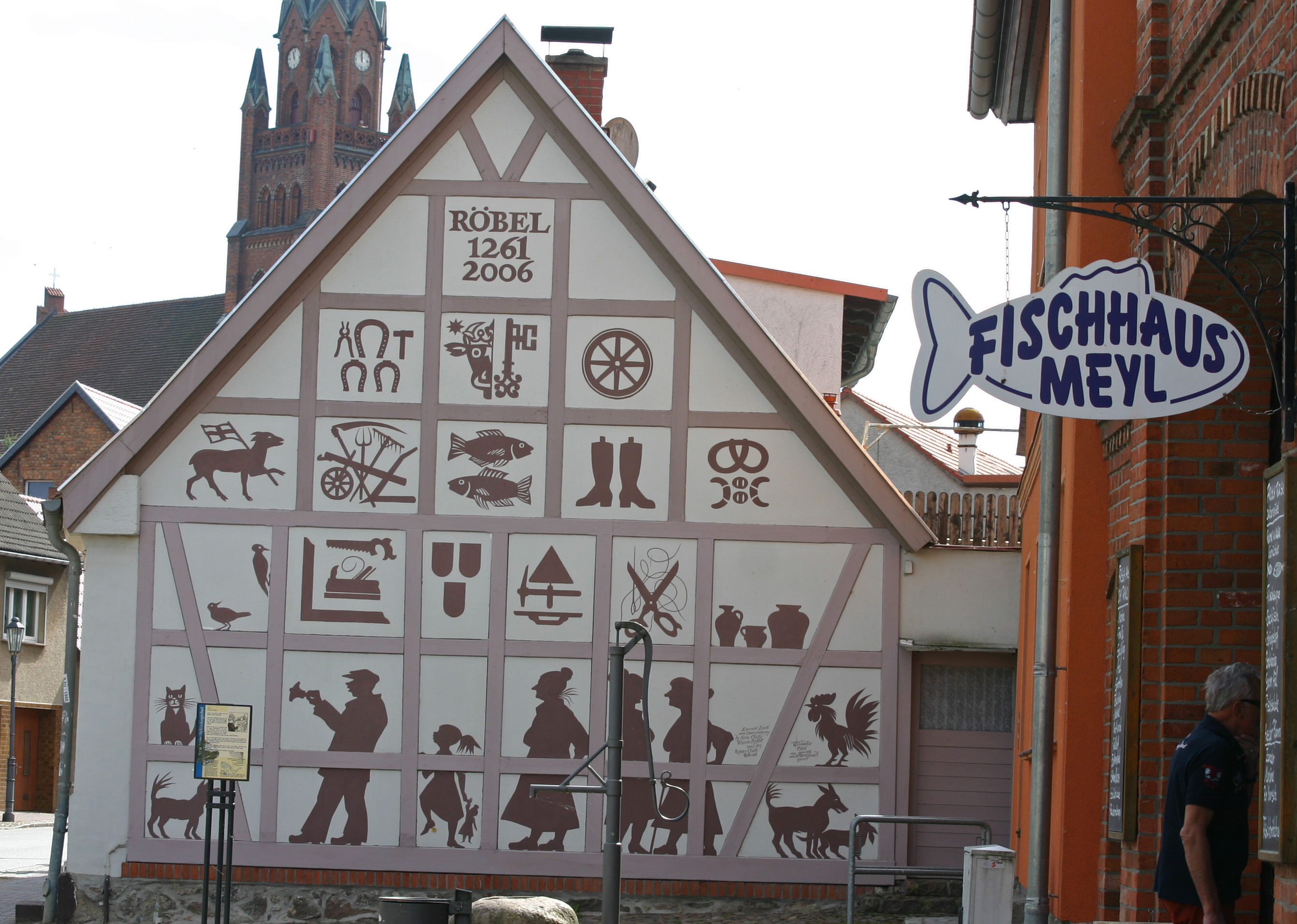
Wandbild in Röbel

- 1968 Fritz-Reuter-Kunstpreis des Bezirkes Neubrandenburg
- 1964 Erich-Weinert-Medaille
- 1999 „Ehrenbrief“ der Fritz Reuter Gesellschaft
- 2010 Ehrenbürger der Stadt Röbel

## Buchillustrationen
Schinko illustrierte unter anderem:
- Leonid Pantelejew: Der tolle Ritt und andere Erzählungen. Kinderbuchverlag Berlin, 1957, DNB 453699057.
- Albert Burkhardt (Hrsg.): Das Riesenschiff. Sagen, Märchen und Geschichten aus Mecklenburg. Postreiter, Halle 1989, ISBN 3-7421-0225-7.
- Kurt David: Beenschäfer. (= Die kleinen Trompeterbücher. Band 45). Kinderbuch, Berlin, 1964; 10. Auflage 1986.
- Miloš Zapletal: Der Pfad des Mutes. Postreiter, Halle 1990, ISBN 3-7421-0318-0.
- Johann Diedrich Bellmann: Paradiestiet. Hinstorff, Rostock, ISBN 3-356-01015-8.
- Poul Pedersen: Kein Platz für John B. Hinstorff, Rostock
- Fritz Reuter: Abendteuer des Entspekter Bräsig, bürtig aus Meckelborg-Schwerin, von ihm selbst erzählt (= De lütt Bökerie, Band 5). 1. Auflage, Hinstorff, Rostock, 1986, Lizenzausgabe, Christians, Hamburg 1986, ISBN 3-7672-0923-3, 2. Auflage. Hinstorff, Rostock 1990, ISBN 3-356-00017-9.
- Mit Rudolf Tarnow dörch't Johr. Hinstorff, Rostock, ISBN 3-356-01066-2.
- Günter Ebert: Mein Onkel Odysseus. Kinderbuchverlag, Berlin
- Die Freundschaft zwischen Fuchs und Wolf. Sorbisches Märchen. Domowina, Budyšin.
- Egon Schmidt: Der Storch von Landow. (= Die kleinen Trompeterbücher. 20). 1979.
- Angelika Heim: Lübeck: Innenansichten. Hinstorff, ISBN 3-86167-036-4.

## Weitere Ausstellungen (unvollständig)
- „Gezeichnetes Leben - Malerei und Grafik von Werner Schinko“, anlässlich seines 80. Geburtstages im Jahr 2009 im Schleswig-Holstein-Haus in Schwerin und anschließend in der Kunstsammlung Neubrandenburg
- 2020: Räuber Hotzenplotz, Krabat und Die kleine Hexe Otfried Preußler – Figurenschöpfer und Geschichtenerzähler Ludwig Galerie Schloss Oberhausen

## Briefe
- 93 Briefe und Karten Werner Schinko an Hans-Joachim Griephan 8. März 1986 bis 17. November 2007[3]
- 35 Briefe und Karten Hans-Joachim Griephan an Werner Schinko 19. Februar 1986 bis 17. Februar 1992[4]
- 9 Karten Werner Schinko an Gottwalt Pankow, Inhaber des Antiquariats Reinhold Pabel in Hamburg. 6. März 1989  bis 1. August 1990[5]
- Werner Schinko an Helmut de Voss 11. April 1986 und Oktober 1992[6]

Den zu Schinko nachgewiesenen Briefbestand hat 2024 durch Schenkung das Fritz-Reuter-Literaturmuseum in Stavenhagen erworben. Dort ist die Korrespondenz Teil der Sammlung Hans-Joachim Griephan.